# Модель для сборки (альбом)
«Модель для сборки» — саундтрек Вячеслава Бутусова к будущему фильму, выпущенный как альбом 2008 года.

## Описание
«Модель для сборки» — это саундтрек к фильму по мотивам рассказа Хулио Кортасара «Рукопись, найденная в кармане» режиссёра Максима Швачко. Фильм, как и рассказ, посвящён одиночеству человека в современном мире мегаполисов.

На новом альбоме Бутусов исполняет песни молодых авторов: Макса Иванова («Торба-на-круче»), Павла Чехова, Алексея Юзленко («Znaki»). Всего в альбом войдут 11 композиций. В качестве креативного продюсера проекта выступил Василий Гончаров («Чебоза»), звукорежиссёром стал Сергей Большаков, а аранжировщиком — Евгений Панков, работавший с группами «Би-2» и Brainstorm.— Roling Stones: Бутусов выпустит альбом-саундтрек в конце месяца
Из кадров фильма «Прогулка» на песню «Город» был смонтирован клип.

## Список композиций
| №  | Название                 | Автор             | Оригинальный исполнитель | Длительность |
| -- | ------------------------ | ----------------- | ------------------------ | ------------ |
| 1  | Фея                      | Алексей Юзленко   | Znaki                    | 3:46         |
| 2  | Не остановиться          | Ислам Рахимжанов  | Che Francisco            | 3:57         |
| 3  | Собаки                   | Андрей Занога     | Ракетобиль               | 4:11         |
| 4  | Головокружение           | Паша Чехов        | 4ехов                    | 3:33         |
| 5  | Незаметно                | Василий Гончаров  | Чебоза                   | 2:50         |
| 6  | Город                    | Шарма Гарольдович | Шарма Гарольдович        | 4:15         |
| 7  | Солнце                   | Антон Вартанов    | Магнитная Аномалия       | 4:12         |
| 8  | Будь как Будда           | Сергей Суханов    | Капитан Грей             | 3:39         |
| 9  | Люблю-прощай             | Макс ИвАнов       | Торба-на-Круче           | 4:47         |
| 10 | Выключи компьютер, детка | Дмитрий Иванов    | ОЛИВЕRТВИСТ              | 4:55         |
| 11 | Бесконечность            | Евгений Арутюнов  | Евгений Арутюнов         | 5:45         |

## Участники записи
- Василий Гончаров — креативный продюсер, помощь в записи
- Вячеслав Бутусов — идеи, аранжировки, все гитары и бас, клавишные, вокал, голос
- Евгений Панков — аранжировки, инструменты, запись
- Сергей Большаков — звукорежиссёр